# Inopeplus biocellatus
Inopeplus biocellatus is een keversoort uit de familie platsnuitkevers (Salpingidae). De wetenschappelijke naam van de soort werd in 1859 gepubliceerd door Victor Ivanovitsch Motschulsky.